# Belqas
Belqas (arabisch بلقاس, DMG Bilqās) ist eine Stadt im Nildelta im Gouvernement ad-Daqahliyya mit ca. 126.000 Einwohnern.

## Bevölkerungsentwicklung
| Zensusjahr | Einwohnerzahl |
| ---------- | ------------- |
| 1996       | 87.670        |
| 2006       | 95.194        |
| 2017       | 125.686       |

## Wirtschaft
Ein Teil der Wirtschaft der Stadt ist der Ferienort Gamasa. Die Stadt ist auch abhängig von ihren Erdgasfeldern in der Region Abu Mady. Belqas bleibt eine hauptsächlich landwirtschaftlich geprägte Region, obwohl es einige industrielle Aktivitäten wie Zucker-, Reis- und Kunststoffproduktionen gibt.